# Giacomo Vender
Giacomo Vender (Lovere, 9 aprile 1909 – Ceratello di Costa Volpino, 28 giugno 1974) è stato un presbitero, militare e partigiano italiano.

## Biografia
Sacerdote nella parrocchia di San Faustino a Brescia, poi parroco di Santo Spirito, antifascista, nel maggio del 1940 si arruola come cappellano militare nel 73º Reggimento Fanteria. Segue il reggimento prima a Trieste e successivamente in Jugoslavia, Piemonte e Francia; dopo l'8 settembre rientra a Brescia e si impegna ad aiutare i militari sbandati, gli ebrei e i perseguitati politici.
Si aggrega ai primi gruppi di partigiani come cappellano, entra poi a far parte del CLN coordinando le bande e assicurando i rifornimenti. Collabora fin dalla sua nascita (5 marzo 1944) al giornale Il Ribelle di Teresio Olivelli. Nella primavera del 1944 collabora con Padre Luigi Rinaldini e don Giuseppe Almici a definire il "Manifesto della resistenza cattolica" e nel 1944 viene arrestato dalle SS. Passa attraverso diverse carceri; una volta liberato organizza le "Massimille", un gruppo di donne con il compito di assistere i detenuti partigiani.
Viene arrestato nuovamente il 19 ottobre 1944 e deferito al Tribunale speciale con l'accusa di "associazione antinazionale e disfattismo politico". Il giudice lo condanna a 24 anni di carcere, ridotti a 20 per i suoi trascorsi militari; la condanna gli viene inflitta il 21 aprile 1945, 4 giorni prima della liberazione.
Dal 1946 è assegnato alla chiesa del Quartiere San Vincenzo di Brescia. Quartiere malfamato composto da baracche, era sito ai margini della città sul greto del fiume Mella. L'insediamento fu costruito dall'amministrazione fascista a inizio anni '30 per gli sfollati del quartiere delle Pescherie, quest'ultimo demolito per far posto a Piazza della Vittoria nel centro cittadino.
Nel Quartiere San Vincenzo si impegna per l'emancipazione della sua comunità e lavora alla costituzione della parrocchia (intitolata poi al "Santo Spirito") e alla costruzione della nuova chiesa. Quest'ultima viene completata e inaugurata nel 1969, due anni dopo la completa demolizione del quartiere di baracche avvenuta anche e soprattutto grazie al suo lavoro.
Consumato dalla sua missione muore a soli 63 anni per complicanze cardiache.

## Riconoscimenti
Brescia dopo la morte gli ha dedicato una via e una scuola; l'anno dopo la sua morte Dario Morelli ha curato la pubblicazione delle lettere dal carcere.
Lovere gli ha intitolato il lungolago da piazza XIII Martiri all'Accademia Tadini.